# Humat Al-Hima
Humat Al-Hima (Arabisch: حماة الحمى; vertaald: Verdedigers van het Vaderland) is het nationale volkslied van Tunesië. De tekst is geschreven door Mostafa Saadeq Al-Rafe'ie en Aboul-Qacem Echebbi.

## Geschiedenis
Het eerste deel van de tekst van het lied is afkomstig van een gedicht uit de jaren 1930 door de Syrisch-Egyptische dichter Mustafa Sadiq Al-Rafi'i (1880-1937). Hoewel sommigen claimen dat de melodie afkomstig is van Mohammed Abdel Wahab, is deze volgens de Tunesisch musicoloog Salah El Mahdi gecomponeerd door de dichter Ahmed Kheireddine. De oorspronkelijke muziek die bij het gedicht hoorde was van de hand van Zakariyya Ahmad.
De tekst van het volkslied is verder aangevuld met tekst van een gedicht van Aboul-Qacem Echebbi (1909-1934), waarvan regels werden aangehaald tijdens de protesten in de aanloop naar de Jasmijnrevolutie van 2011. Volgens El Mahdi zijn deze coupletten echter in 1955 toegevoegd door de nationalist Mongi Slim.
Ook wel bekend onder de naam Hymne van de Revolutie werd het lied tijdens vergaderingen van de regeringspartij Neo Destour gezongen (later: Socialistische Destourpartij). Humat Al-Hima werd tijdelijk als volkslied gebruikt (in plaats van Salam al-Bei) tussen de afschaffing van de monarchie op 25 juli 1957 en de invoering van Ala Khallidi als het officiële volkslied op 20 maart 1958. Humat Al-Hima werd in 1987 opnieuw ingevoerd als volkslied na de staatsgreep van Zine El Abidine Ben Ali.

## Tekst
| Arabisch | Transliteratie (Engels) | Vertaling |
| --- | --- | --- |
| :: حماة الحمى يا حماة الحمى ::هلموا هلموا لمجد الزمن ::لقد صرخت في عروقنا الدماء ::نموت نموت ويحيا الوطن :لتدو السماوات برعدها :لترم الصواعق نيرانها :إلى عز تونس إلى مجدها :رجال البلاد وشبانها :فلا عاش في تونس من خانها :ولا عاش من ليس من جندها :نموت ونحيا على عهدها :حياة الكرام وموت العظام :: :ورثنا السواعد بين الأمم :صخورا صخورا كهذا البناء :سواعد يهتز فوقها العلم :نباهي به ويباهي بنا :وفيها كفا للعلى والهمم :وفيها ضمان لنيل المنى :وفيها لأعداء تونس نقم :وفيها لمن سالمونا السلام :: :إذا الشعب يوما أراد الحياة :فلا بدّ أن يستجيب القدر :ولا بد لليل أن ينجلي :ولا بد للقيد أن ينكسر | Refrein: Ḥumāt al-ḥimá yā ḥumāt al-ḥimá Halummū halummū li-majdi iz-zaman Laqad ṣarakhat fī ‘urūqinā ad-dimā Namūtu namūtu wa-yaḥyā al-waṭan Li-tadwi is-samāwātu bi-ra‘dihā Li-tarmi iṣ-ṣawā‘iqu nīrānahā Ilá ‘izzi Tūnis ilá majdihā Rijāl al-bilādi wa-shubbānahā Fa-lā ‘āsha fī Tūnis man khānahā Wa-lā ‘āsha man laysa min jundihā Namūtu wa-nahyā ‘alá ‘ahdihā Ḥayāt al-kirāmi wa-mawt al-‘iẓām Refrein Wa-rithnā as-sawā‘ida bayn al-’umam Ṣukhūran ṣukhūran ka-hadhā al-binā’ Sawā‘idu yahtazzu fawqahā al-‘alam Nubāhī bihi wa-yubāhī binā Wa-fīhā kafā lil-‘ulá wa-al-himam Wa-fīhā ḍamānun li-nayli il-muná Wa-fīhā li-’a‘dā’i Tūnis niqam Wa-fīhā li-man sālamūnā as-salām Refrein Idhā ash-sha‘bu yawman arāda al-ḥayāh Fa-lā budda an yastajīb al-qadar Wa-lā budda lil-layli an yanjalī Wa-lā budda lil-qaydi an yankasir Refrein | Chorus: O verdedigers van het Vaderland! Kijk naar onze glorietijd! Het bloed stroomt door onze aderen, We sterven voor ons land. Laat de hemel grommen met bliksem. Laat bliksemballen regenen met vuur. Mannen en jeugd van Tunesië, Buig voor haar macht en glorie. Geen plek voor verraders in Tunesië, Alleen voor degenen die haar verdedigen! We leven en sterven trouw aan Tunesië, Een leven van waardigheid en een dood van glorie . Refrein Als een natie erfden we Armen als granieten torens. We wapperen onze trotse vlag in de lucht We zijn trots, en trots op onszelf, Armen die ambities en glorie behalen, Zeker om onze wensen te realiseren, Nederlaag toe te brengen aan vijanden, Vrede te bieden aan vrienden. Arms that achieve ambitions and glory, Refrein Als de mensen ooit wilden leven, Moet het lot reageren. Onderdrukking zal dan verdwijnen. Ketens zullen breken. Refrein |